# Zimne (dopływ Popradu)
Zimne (Zimny) – potok, prawy dopływ Popradu o długości 3,84 km i powierzchni zlewni 4,14 km². Znajduje się w Paśmie Leluchowskim, które w polskiej regionalizacji fizycznogeograficznej według Jerzego Kondrackiego zaliczone zostały do Beskidu Sądeckiego, w nowszej regionalizacji z 2018 r. wraz z Górami Lubowelskimi do Pogórza Popradzkiego.
Dwa źródłowe cieki potoku wypływają na zachodnich stokach szczytu Zimne (916 m) w Górach Leluchowskich. Na wysokości około 650 m łączą się. Od tego miejsca potok spływa w zachodnim kierunku doliną całkowicie porośniętą lasem. Orograficznie lewe zbocza tej doliny tworzy grzbiet Zimnego i Pieronki, górą dolina potoku podchodzi pod grzbiet od Zimnego do Przechyby, lewe zbocza tworzy zaś południowo-zachodni grzbiet Przechyby poprzez Zdziar i Kociołki opadający do doliny Popradu. Na należącym do Muszyny osiedlu Majdan potok Zimne uchodzi do Popradu na wysokości około 460 m. Korytem potoku Zimne biegnie granica między miastem Muszyna i wsią Leluchów – obydwie w województwie małopolskim, w powiecie nowosądeckim, w gminie Muszyna.
Doliną potoku Zimne prowadzi szlak turystyki konnej z Muszyny na Dubne.